# Veiste laid
Veiste laid ist eine unbewohnte Insel, 20 Meter von der größten estnischen Insel Saaremaa entfernt. Die Insel liegt in der Landgemeinde Saaremaa im Kreis Saare. Sie liegt in der Bucht Kiudu lõpp im Kahtla-Kübassaare hoiuala.
Veiste laid ist 450 Meter lang und 70 Meter breit.